# Pietà florencka

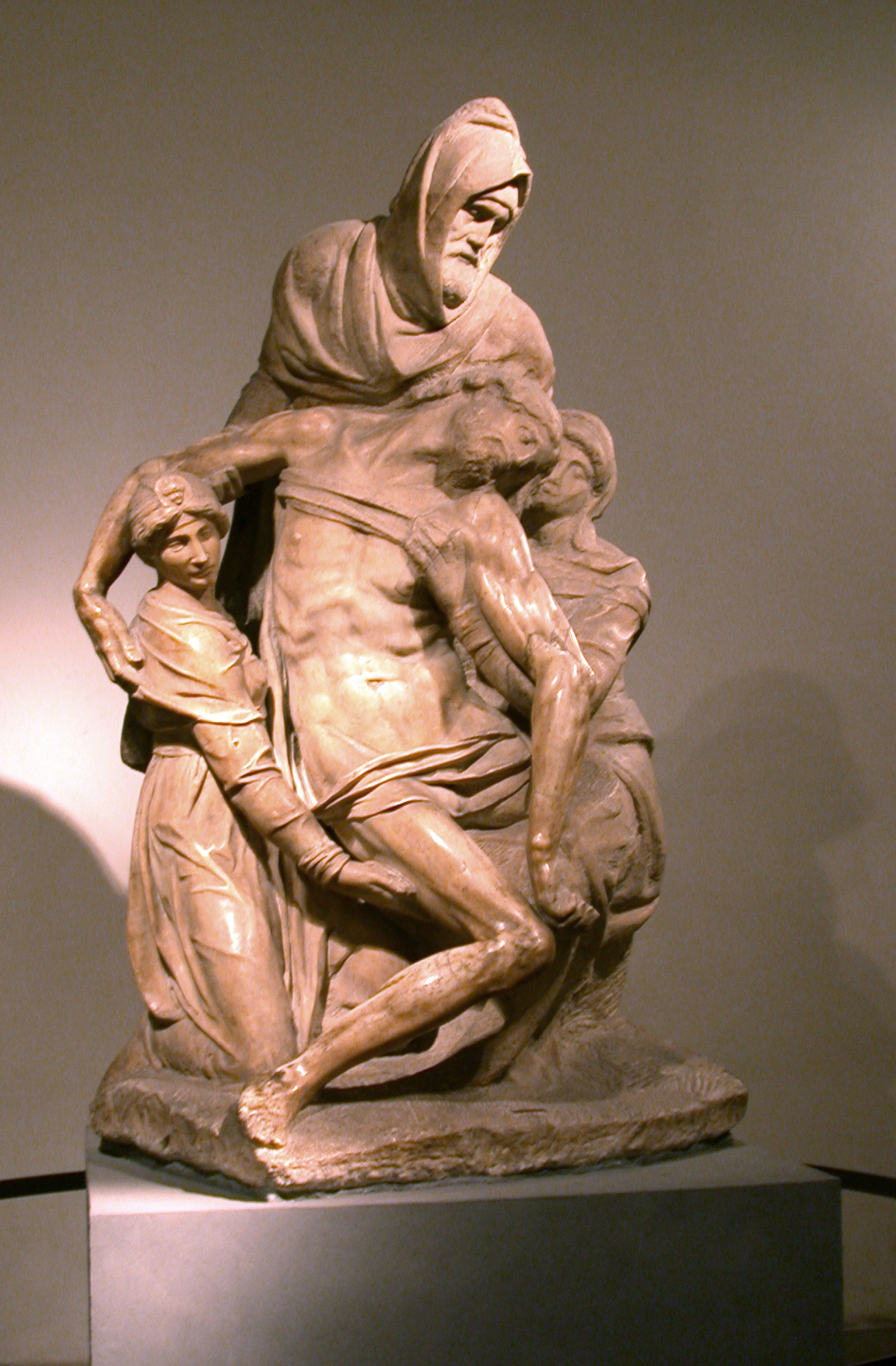
Michał Anioł – Pietà florencka

Pietà florencka – marmurowa rzeźba późnorenesansowego mistrza rzeźbiarstwa Michała Anioła. Rzeźba ta przedstawia cztery postacie: martwe ciało Jezusa Chrystusa, zdjęte z Krzyża, Nikodema (lub Józefa z Arymatei), Marię Magdalenę oraz inną niedokończoną postać kobiecą (być może jest to Maryja) w żałobie z ciałem Chrystusa na swych kolanach. Rzeźba umieszczona jest w Museum dell’Opera del Duomo we Florencji.
Ostatnimi rzeźbami Michała Anioła były dwie piety. Prawdopodobnie co najmniej jedna z nich miała ozdabiać jego grobowiec. Zgodnie z planem ustalonym ze swym uczniem Giorgio Vasarim, artysta życzył sobie być pochowany w bazylice Matki Bożej Większej w Rzymie u stóp piety, nad którą pracował w latach od 1547 do 1553 r. Została ona częściowo zniszczona w 1555 r., gdyż jedna z nóg została odłamana z powodu wadliwego bloku marmuru. Pietà ta znajduje się teraz we Florenckim Muzeum Katedralnym.
Michał Anioł w Piecie Florenckiej nie przedstawił żadnego motywu biblijnego; utworzył osobiste wyobrażenie cierpienia po zdjęciu Chrystusa z Krzyża. W jego kompozycji Nikodem zajął miejsce Maryi, natomiast ona sama wraz z Marią Magdaleną przejęły rolę aniołów, które podpierają Ciało. W piecie nie ma już więcej tylko Matki, aż trójka ludzi otacza Ciało. Jego martwota jest wyrażona bardziej realistycznie poprzez opadanie Jego ciała, uchwycone w „locie”. Postacie nie są odseparowane od wychudzonego, martwego ciała, lecz są uchwycone w swoim strachu, rozpaczy i bólu nad ciałem. Postacie żywych są statyczne, nie ma żadnego innego niezależnego punktu skupienia, oprócz martwego Ciała.
Według badaczy twarz Nikodema jest autoportretem Michała Anioła.
Michał Anioł nigdy nie dokończył dzieła osobiście. Postać kobieca po lewej została utworzona przez Tiberio Calcagniego, kiedy Michał Anioł po ośmiu latach niestrudzonej pracy przy usuwaniu zanieczyszczeń z marmuru odstąpił od swojej pracy zatrudniając Calcagniego.